# Бродівщина
Бродівщина — територія сучасного Бродівського району Львівської області. В давній українській традиції — Брідщина.
 Географічно Брідщина охоплює окрім території Бродівського району, частину Радехівського, Буського, Золочівського районів Львівської області та Зборівського району Тернопільської області.
Брідщина — край, який розташований на межі Галичини, Волині і Поділля. Ця особливість позначилась на історичному розвитку краю, його культурі, традиціях, характері місцевого населення.
Доля розкинула вихідців Брідщини по різних куточках світу. З метою збереження духовних і особистісних зв'язків вихідці краю запровадили традицію проведення Всесвітніх з'їздів брідщан. До сьогодні відбулося три всесвітні з'їзди брідщан. І і ІІ з'їзди проходили у 1984 і 1986 роках в місті Торонто (Канада), а ІІІ Всесвітній з'їзд брідщан відбувся 23—28 липня 1993 р. у місті Броди. Останній з'їзд мав важливе культурне і політичне значення на той час (відродження України). В той рік на Батьківщину з різних континентів приїхало багато визначних діячів, учасників національно-визвольних змагань, які зустрілися з своїми рідними, побратимами. 
Наслідком цих з'їздів стало видання двох історично-мемуарних збірників «Броди і Брідщина» (Торонто-Онтаріо,1988 і Броди,1998), почав виходити часопис «Брідщина».
З метою збереження історичної спадщини Брідщини, вивчення і дослідження краю, Бродівський історико-краєзнавчий музей започаткував у 2006 році проведення щорічної краєзнавчої конференції «Бродівщина — край на межі Галичини й Волині» (згодом «Брідщина — край на межі Галичини й Волині»), завданням якої є представити нові дослідження науковців та краєзнавців з історії та природознавства Галицько-Волинського пограниччя.